# Eugeniusz Nawroczyński
Eugeniusz Nawroczyński (ur. 11 sierpnia 1881 w Sitkowcach, zm. 13 kwietnia 1942 w Kielcach) – polski prawnik, nauczyciel, działacz endecki i oświatowy, współorganizator Polskiej Macierzy Szkolnej.

## Życiorys
Był wnukiem Karola, powstańca listopadowego, synem Adama, lekarza, i Józefiny z Żabów; jego bratem stryjecznym był Bogdan Nawroczyński. W 1899 ukończył Męskie Gimnazjum Rządowe w Kielcach. Podjął następnie studia na Wydziale Prawnym Cesarskiego Uniwersytetu Warszawskiego, otrzymując w 1904 stopień kandydata praw. Edukację uzupełnił w latach 1906–1908 na Uniwersytecie w Lipsku, Uniwersytecie Ludwika i Maksymiliana w Monachium oraz paryskiej Sorbonie w zakresie nauk społecznych i politycznych. W trakcie studiów działał w Związku Młodzieży Polskiej „Zet”, biorąc z jego ramienia udział w pracach Towarzystwa Oświaty Narodowej i Towarzystwa Opieki nad Unitami oraz organizacji transportów nielegalnej prasy.
Przed 1905 wstąpił do Ligi Narodowej. Jako jej członek wchodził w skład zarządu tajnego Towarzystwa Nauczycieli i Nauczycielek Ludowych Królestwa Polskiego. W 1905 został kierownikiem okręgu kieleckiego Ligi Narodowej. W okresie tym uczestniczył również w pracach organizacyjnych Stronnictwa Narodowo-Demokratycznego. W 1906 współorganizował Polską Macierz Szkolną, zostając przewodniczącym w Kielcach i działając w tej organizacji do jej rozwiązania w 1907.
Od 1908 do 1918 uczył prawodawstwa, ekonomii politycznej i geografii handlowej w Kieleckiej Męskiej Szkole Handlowej. Po wznowieniu działalności przez Polską Macierz Szkolną został ponownie przewodniczącym placówki kieleckiej, pełniąc swoją funkcję do wybuchu wojny w 1939. W latach 1922–1923 był nadto członkiem zarządu głównego PMS. W Kielcach przyczynił się do powstania biblioteki publicznej, natomiast w podkieleckich wsiach współorganizował biblioteki ruchome i kursy oświatowe dla tamtejszej młodzieży. Działał również na rzecz tworzenia szkół rzemieślniczych. W latach 1919–1926 działał czynnie w Związku Ludowo-Narodowym; z polityki wycofał się po przewrocie majowym.
Pracę zawodową adwokata rozpoczął w 1908 od praktyki w kancelarii swojego przyjaciela Mariana Grzegorzewskiego. W lutym 1910 został wpisany na listę adwokatów przysięgłych w Lublinie. W tym samym roku otworzył własną kancelarię w Kielcach. Choć zajmował się głównie sprawami cywilnymi (nie tylko w Kielcach, ale również w Warszawie, Radomiu i Krakowie), to prowadził także postępowania polityczne. Pod koniec 1911 był jednym z adwokatów broniących ponad 150 członków Polskiej Partii Socjalistycznej – Frakcja Rewolucyjna, oskarżonych o działalność w okresie rewolucji. W trakcie I wojny światowej działał społecznie, podejmując pracę w Komitecie Ratunkowym Miasta Kielce (1915–1918). Do jego obowiązków należała opieka nad mieszkańcami jednej z dzielnic. W okresie II Rzeczypospolitej, jak wszyscy kieleccy adwokaci, był członkiem Rady Adwokackiej w Lublinie. W 1920 został wybrany największą liczbą głosów do Naczelnej Rady Adwokackiej. Jego kancelaria reprezentowała, między innymi, Zjednoczone Fabryki Maszyn i Samochodów „Oświęcim” w sprawie o wyegzekwowanie długu (1936).
W czasie II wojny światowej związany był z Armią Krajową. Jego mieszkanie stanowiło punkt kontaktowy dla konspiracji cywilnej i wojskowej. Z tego względu został aresztowany przez gestapo i 13 kwietnia 1942, w drodze do więzienia, rozstrzelany na ul. Bandurskiego.

## Ordery i odznaczenia
- Krzyż Oficerski Orderu Odrodzenia Polski (27 listopada 1929)[4]

## Życie prywatne
Żonaty był od 1907 roku z Marią Feliksą Jaxa-Zaporską. Miał trzy córki: Krystynę, Halszkę (po mężu Meysztowiczową) i Marię (po mężu Boską).